# توپ بادی

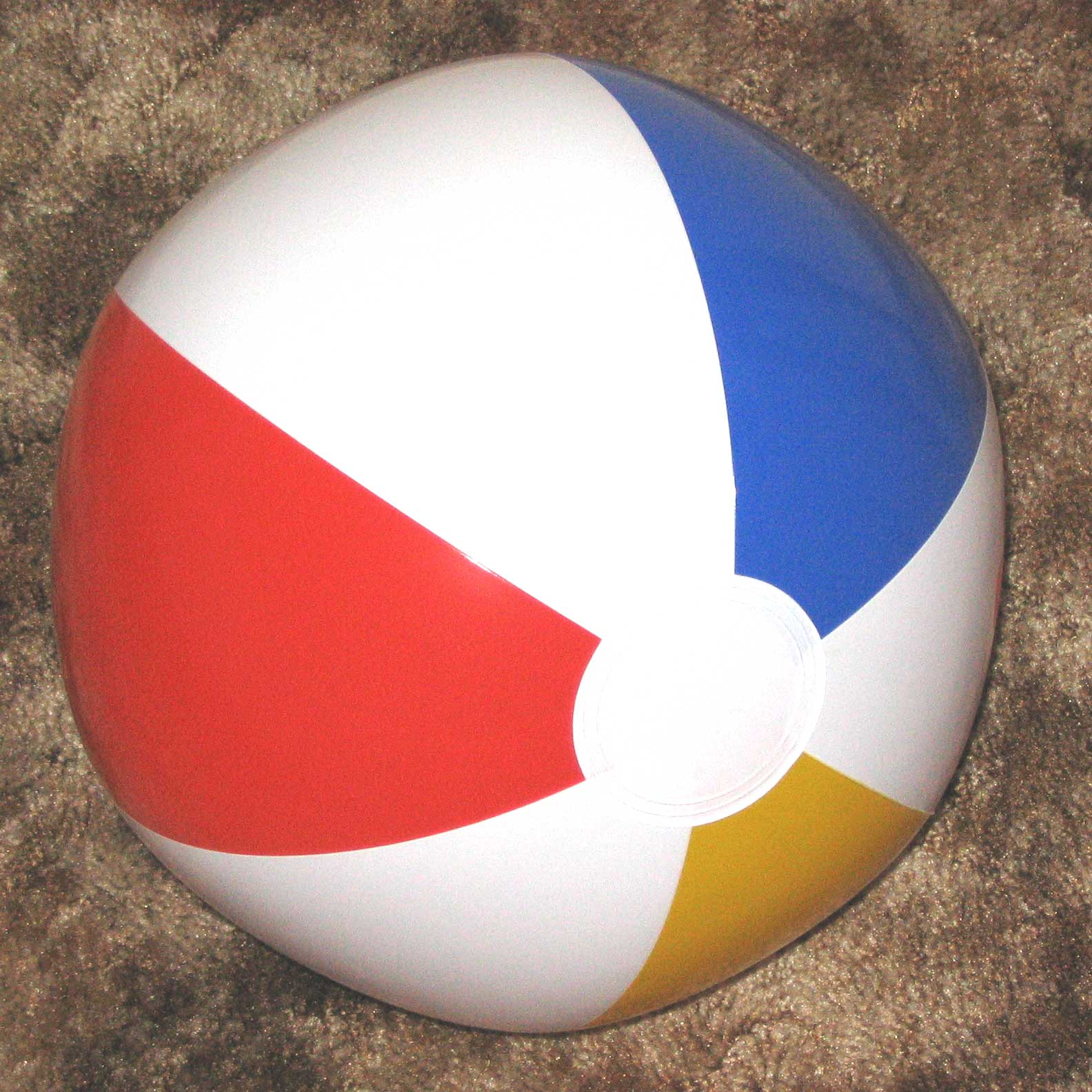
توپ بادی

توپ بادی یا توپ ساحلی یک توپ بادی برای بازی‌های ساحلی و آبی است. اندازه بزرگ و وزن اندک آنها باعث می‌شود که آهسته حرکت کنند و به راحتی قابل نگه داری در دو دست باشند.
توپ‌های ساحلی در فیلم‌های دارای مضمون ساحلی دهه ۱۹۶۰ با بازی‌های آنت فونیچلو و فرانکی آوالون محبوب شدند. این فیلم‌ها عبارتند از Beach Party، Party Muscle Beach، Beach Bingo Bingo

## طرح
اندازه توپ بادی از اندازه دست تا به بیش از ۳ فوت (۰٫۹۱ متر) متغیر است. این توپها چند صفحه پلاستیکی نرم با دو پانل دایره ای دارند، تهمراه با یک شیر برای بادکردن. طراحی مشترک یک راه حل عمودی جامد متناوب با راه راه سفید است. برخی توپها تک رنگ هستند و گاه برای تبلیغات یا به عنوان کره جغرافیایی یا به عنوان ایموجی کاربرد دارند.